# Oblast' di Fergana
L''oblast' di Fergana (in russo Ферганская область?, Ferganskaja oblast; in uzbeco Фарғона вилояти?, Fargʻona viloyati) era un'oblast' (provincia) dell'Impero russo. Corrispondeva grosso modo alla maggior parte dell'attuale valle di Fergana. Fu creata nel 1876 quando i territori dell'ex Khanato di Kokand furono annessi alla Russia (ad eccezione delle oblast' di Syr-Darya e Semirechye, che facevano parte del khanato prima della conquista russa tra il 1853 e il 1865). Il suo centro amministrativo era la città di Kokand.
L'oblast' fu sciolta dopo la rivoluzione russa e il 30 aprile 1918 la regione divenne parte della RSSA del Turkestan.

## Divisione amministrativa
A partire dal 1897, l'Oblast di Fergana era divisa in 5 uezd:
| Uezd     | Città degli uezd (pop.) | Area, versta2 | Popolazione |
| -------- | ----------------------- | ------------- | ----------- |
| Margelan | Novy Margelan (8.928)   | 14069.1       | 321.860     |
| Andizhan | Andizhan (47.627)       | 13333.2       | 360.267     |
| Kokand   | Kokand (81.354)         | 13212.6       | 364.658     |
| Namangan | Namangan (62.017)       | 15273.4       | 363.789     |
| Osh      | Osh (34.157)            | 65252.7       | 161.640     |

## Demografia
Nel 1897, 1.572.214 persone popolavano l'oblast. I sart di lingua turca (oggi chiamati uzbeki +) costituivano la maggioranza della popolazione. Minoranze significative comprendevano i kirghisi e i tagiki. Il totale della popolazione di lingua turca era 1.439.989 (91,6% della popolazione totale dell'oblast').

### Gruppi etnici nel 1897[2]
| TOTALE                          | 1.572.214 | 100%  |
| ------------------------------- | --------- | ----- |
| Sart                            | 788.989   | 50,2% |
| Dialetti turchi non specificati | 261.234   | 16,6% |
| Kirghisi                        | 201.579   | 12,8% |
| Uzbeki                          | 153.780   | 9,8%  |
| Tagiki                          | 114.081   | 7,3%  |
| Uiguri                          | 14.915    | 0,9%  |
| Karakalpaki                     | 11.056    | 0,7%  |
| Russi                           | 8.140     | 0,5%  |
| Kipčak                          | 7.584     | 0,5%  |
| Ebrei                           | 1.378     | ...   |